# واکسن آران‌ای
واکسن RNA یا واکسن mRNA، گونه‌ای واکسن است که از نسخه یک ماده شیمیایی طبیعی به نام آران‌ای پیام‌رسان (mRNA) برای ایجاد پاسخ ایمنی استفاده می‌کند. این واکسن مولکول‌های سنتزشدهٔ آران‌ای (یعنی RNAهای مصنوعی) را به سلول‌های ایمنی ترافرست می‌کند، هنگامی که واکسن RNA درون سلول‌های ایمنی جای گیرد به‌عنوان mRNA عمل کرده و باعث می‌شود تا سلول، پروتئین بیرونی که به‌طور معمول توسط پاتوژن (مانند ویروس) یا سلول سرطانی ساخته می‌شود را بسازد. این مولکول‌های پروتئینی یک واکنش ایمنی سازگار را تحریک می‌کنند که به بدن می‌آموزد چگونه پاتوژن یا سلول‌های سرطانی مربوط را شناسایی کرده و ازمیان ببرد. تحویل mRNA با هم-فرمولاسیون مولکولی به نانوذرات لیپیدی حاصل می‌شود که از رشته‌های RNA حفاظت کرده و به جذبشان توسط سلول کمک می‌کند.
از مزایای واکسن‌های RNA نسبت به واکسن‌های پروتئینی سنتی، می‌توان به طراحی آسان‌تر، سرعت تولید بیشتر، هزینه اندک تولید، و القای ایمنی هومورال و همچنین سلولی اشاره کرد. از نقاط ضعف واکسن‌های mRNA مانند واکسن فایزر، این است که پیش از توزیع نیازمند نگهداری در دمای بسیارپایین می‌باشند.
در میان روش‌های درمانی RNA، واکسن‌های mRNA، به‌عنوان واکسن‌هایی برای کووید ۱۹، به میزان چشمگیری مورد استقبال قرار گرفته‌اند. تا دسامبر ۲۰۲۰، دو واکسن mRNA جدید معرفی شدند که دوره هشت هفته‌ای مورد نیاز برای تکمیل آزمایش‌های انسانی پسا-پایانی را گذرانده، و منتظر مجوز استفاده اورژانسی (EUA) بودند: واکسن کووید-۱۹ مدرنا (mRNA-1273) و واکسن کووید-۱۹ فایزر-بیوان‌تک (BNT162b2)‏ در ۲ دسامبر ۲۰۲۰، آژانس تنظیم تولیدات سلامتی و پزشکی بریتانیا (MHRA)، تبدیل به نخستین تنظیم‌کننده کالاهای پزشکی شد که یک واکسن mRNA را تأیید کرده و بدین صورت به استفاده گسترده از واکسن کووید-۱۹ فایزر-بیوان‌تک (با نام تجاری Comirnaty) مجوز داد. در ۱۱ دسامبر ۲۰۲۰، سازمان غذا و داروی آمریکا (FDA)، یک مجوز اورژانسی (EUA) برای واکسن کووید-۱۹ فایزر-بیوان‌تک صادر کرده و مرکز کنترل و پیشگیری بیماری (CDC)، در ۱۲ دسامبر ۲۰۲۰ به‌کارگیری آن را برای سنین ۱۶ به بالا توصیه نمود. این مرکز در ۱۹ دسامبر ۲۰۲۰، به‌کارگیری واکسن کووید-۱۹ مدرنا را پس از کسب EUA از FDA در افراد بالغ توصیه نمود.
به‌کارگیری RNA برای تولید واکسن، موجب به جریان افتادن اطلاعات نادرستی در مورد آن درون شبکه‌های اجتماعی شده که به غلط ادعا می‌کنند که به‌کارگیری آران‌ای موجب تغییر در دی‌ان‌ای افراد شده، یا بر روی پیشینه‌های ایمنی نامعلوم آن در گذشته تأکید می‌کنند، در حالی که مجموع شواهد ناشی از آزمایش‌های مربوط به ده‌ها هزار نفر را نادیده می‌انگارند.

## تاریخچه
پژوهشگران مؤسسهٔ سالک دانشگاه کالیفرنیا سن دیگو با یک شرکت زیست‌فناوری مستقر در آمریکا (Vical Incorporated) در سال ۱۹۸۹ اثری منتشر کردند که نشان می‌دهد mRNA با به‌کارگیری یک نانوذره لیپیدی برای تحویل دارو می‌تواند، mRNA را به سلول‌های یوکاریوتی گوناگون انتقال دهد. در سال ۱۹۹۰ دانشگاه ویسکانسین نتایج مثبتی را در زمینه تزریق mRNA برهنه (محافظت نشده) به عضله موش گزارش داد؛ این پژوهش‌ها نخستین شاهد حاکی بر این بود که mRNA در رونویسی آزمایشگاهی (IVT) قادر است اطلاعات ژنتیکی را برای تولید پروتئین در بافت سلول زنده فراهم کند.
به‌کارگیری واکسن‌های RNA به آغاز دهه ۱۹۹۰ برمی‌گردد. نمایش آزمایشگاهی mRNA در حیوانات نخستین بار در سال ۱۹۹۰ گزارش شد و مدتی کوتاهی پس از آن به‌عنوان واکسیناسیون استفاده شد. در سال ۱۹۹۳ مارتینون نشان داد که RNA کپسول شده با لیپوزوم می‌تواند سلول‌های T را در بدن تحریک کند و در سال ۱۹۹۴ زوو و برگلوند نخستین شواهد مبنی بر به‌کارگیری RNA به‌عنوان واکسن برای برانگیختن پاسخ ایمنی هومورال و سلولی دربرابر پاتوژن را منتشر کردند.
زیست‌شیمیدان مجارستانی کاتالین کاریکو تلاش کرد تا برخی از موانع فنی اصلی در ورود mRNA به سلول‌ها را در دهه ۱۹۹۰ حل کند. کاریکو با ایمونولوژیست آمریکایی درو ویسمن مشارکت داشت و تا سال ۲۰۰۵ آن‌ها مقاله مشترکی منتشر کردند که یکی از موانع اصلی فنی را با به‌کارگیری نوکلئوزیدهای اصلاح‌شده برای به دست آوردن mRNA در درون سلول‌ها بدون تحریک دستگاه دفاعی بدن، را برطرف می‌کند. زیست‌شناس سلول‌های بنیادی هاروارد، درک روسی (سپس در استنفورد) مقاله کاریکو و وایسمن را خواند و فهمید که کار آن‌ها «پیشگامانه» بوده و در سال ۲۰۱۰ مدرنا بایوتک به همراه رابرت لانگر mRNA متمرکز را تأسیس نمود و همچنین مجوز تولید واکسنی همچون مدرنا، بایو ان تک و مجوز کارها کاریکو و ویسمن را داد.
در سال ۲۰۰۰، اینگمار هورر زیست‌شناس آلمانی مقاله‌ای در مورد کارایی واکسن‌های دارای RNA منتشر نمود که وی آن را به‌عنوان بخشی از درجه دکترا پژوهش کرد. وی پس از پایان دوره دکترا همراه با سرپرست دکترای خود گونتر یونگ، استیو پاسکولو، فلوریان فون در مولبه و هانس-گئورگ رامنسی CureVac را تأسیس کرد.
این شرکت‌های زیست‌فناوری mRNA تا سال ۲۰۲۰ نتایج ضعیفی در آزمایش داروهای mRNA برای بیماری‌های قلبی عروقی، متابولیکی و کلیوی، اهداف انتخاب شده برای سرطان؛ و بیماری‌های نادری مانند سندرم کریگلر-نجار داشتند. بسیاری از آنان دریافتند عوارض جانبی الحاق mRNA بسیار جدی است. واکسن‌های mRNA برای استفادهٔ انسانی مانند بیماری‌های هاری، زیکا، سیتومگالوویروس و آنفلوانزا توسعه‌یافته و آزمایش شده‌اند، اگرچه این واکسن‌های mRNA مجوز ندارند اما بسیاری از شرکت‌های بزرگ دارویی این فناوری را رها کرده در حالی که دوباره برخی از فناوری‌های زیستی روی محدوده کم‌سود واکسن‌ها متمرکز شدند تا جایی که با کاهش دوزها در سطوح پایین‌تر عوارض جانبی نیز کاهش می‌یابد.
تا پیش از شیوع بیماری کووید ۱۹، هیچ داروی یا واکسنی دارای mRNA مجوز استفاده در انسان را نداشت. در دسامبر سال ۲۰۲۰، هر دو مدرنا و پی فایزر_ بایوان‌تک مجوز استفاده اضطراری خود را برای واکسن‌های کووید ۱۹ دارای mRNA دریافت کردند که توسط عملیات Warp Speed (مستقیماً در مورد مدرنا و غیرمستقیم برای پی فایزر_ بایوان تک) تأمین شده بود. در ۲ دسامبر سال ۲۰۲۰، هفت روز پس از واپسین آزمایش‌های هشت هفته‌ای، آژانس تنظیم مقررات محصولات پزشکی و مراقبت از سلامت انگلیس (MHRA)، نخستین تنظیم‌کننده داروهای جهانی در تاریخ است که واکسن mRNA را تأیید کرده و «مجوز اضطراری» را به کووید ۱۹ پی فایزر_ بایو ان تک BNT162b2 برای استفاده گسترده اعطا می‌کند. جون راین، مدیر عامل MHRA گفت: «هیچ اهمالی در تصویب آن صورت نگرفته‌است»، و «مزایای آن بیشتر از هر گونه خطر است». در ۱۱ دسامبر ۲۰۲۰، FDA مجوز استفاده اضطراری را برای واکسن پی فایزر_ بایو ان تک کووید ۱۹ داد.

## سازوکار

تصویری از سازوکار عملکرد واکسن RNA

هدف واکسن این است که دستگاه ایمنی انطباقی را تحریک کرده تا پادتن‌هایی را ایجاد کند که دقیقاً این پاتوژن خاص را هدف قرار می‌دهد. نشانگرهای پاتوژن که هدف پادتن‌ها هستند، آنتی‌ژنها نامیده می‌شوند.
واکسن‌های mRNA به شیوه‌ای بسیار متفاوت از یک واکسن سنتی عمل می‌کنند. واکسن‌های سنتی، یک پاسخ آنتی‌بادی را با تزریق آنتی‌ژن‌های یک ویروس ضعیف (ویروس ضعیف یا بی‌ضرر) یا یک وکتور ویروسی رمزگذار آنتی‌ژن نوترکیب (ویروس حامل آنتی‌ژن‌ها مهندسی شده) به عضلات وارد کرده؛ این مواد دارای آنتی‌ژن، بیرون از بدن ترکیب شده و رشد می‌کنند.
در مقابل، واکسن‌های mRNA یک قطعه کوتاه مدت ایجاد شده که توالی RNA یک ویروس را به فرد واکسینه معرفی می‌کنند. این قطعات mRNA توسط سلول‌های دندریتیک - یک گونه سلول دستگاه ایمنی بدن - توسط فاگوسیتوز مصرف می‌شود. سلول‌های دندریتیک از اندامک‌های درونی خود (ریبوزوم‌ها) استفاده می‌کنند تا mRNA را بخوانند و رمزگردانی کند تا پیش از اینکه mRNA از میان برود آنتی‌ژن‌های ویروسی را تولید کند.
هنگامی که آنتی‌ژن‌های ویروسی توسط سلول میزبان تولید می‌شوند، روند طبیعی دستگاه ایمنی اختصاصی دنبال می‌شود. آنتی‌ژن‌ها توسط پروتئازوم‌ها تجزیه شده و سپس مولکول‌های کلاس I و کلاس II MHC به آنتی‌ژن متصل می‌شوند و آن را به غشای سلولی منتقل می‌کنند تا سلول دندریتیک را «فعال» کنند. سلول‌های دندریتیک پس از فعال شدن، به غدد لنفاوی مهاجرت کرده؛ همان محلی که آنتی‌ژن به سلول‌های T و سلول‌های B ارائه می‌شود و منجر به تولید پادتن‌هایی که به‌طور خاص برای آنتی‌ژن، هدف قرار می‌گیرند شده و در نهایت منجر به ایمنی می‌شوند.
مزایای به‌کارگیری mRNA برای تولید آنتی‌ژن از سلول‌های میزبان این است که تولید mRNA برای سازندگان واکسن بسیار آسان‌تر از پروتئین‌های آنتی‌ژنی یا ویروس ضعیف شده‌است. مزیت دیگر سرعت طراحی و تولید است؛ مدرنا واکسن mRNA-1273 خود را تنها در مدت ۲ روز برای کویید۱۹ طراحی کرد؛ از آنجا که آنتی‌ژن‌ها در درون سلول تولید می‌شوند شایان ذکر است یکی دیگر از مزایای واکسن‌های RNA تحریک ایمنی هومورال و نیز ایمنی سلولی است.
واکسن‌های mRNA بر برنامه‌ریزی دوباره DNA درون سلول اثری ندارد؛ قطعهٔ mRNA مصنوعی، یک کپی از قسمت خاص RNA ویروس است که دستورالعمل ساخت آنتی‌ژن ویروس را به همراه دارد. (سنبله پروتئینی، در مورد واکسن‌های اصلی mRNA ویروس کرونا) است که به DNA مربوط نیست. این تصور نادرست هنگامی که واکسن‌های mRNA کووید ۱۹ به شهرت عمومی رسیدند، منتشر شد که یک تئوری توطئه بی‌بها بیش نیست.
mRNA پس از تولید پروتئین بیرونی باید در سلول‌ها تخریب شود. با این حال، از آنجا که فرمولاسیون خاص (شامل ترکیب دقیق پوشش دارویی نانوذرات لیپیدی) توسط تولیدکنندگان کاندیدا واکسن‌های mRNA محرمانه نگه داشته می‌شود، هنوز جزئیات و زمان آن توسط اشخاص ثالث تحقیق نشده‌است.

## انتقال
روش انتقال واکسن را می‌توان به‌طور کلی به دو دسته طبقه‌بندی کرد: انتقال RNA به سلول‌ها در درون بدن موجود زنده (in vivo) یا بیرون از بدن (ex vivo) موجود زنده انجام می‌شود.

### بیرون از بدن
سلول‌های دندریتیک گونه‌ای سلول ایمنی هستند که آنتی‌ژن‌هایی را در سطح خود دارند که برای آغاز پاسخ ایمنی با سلول‌های T به فعل و انفعالاتی می‌پردازد. سلول‌های دندریتیک را می‌توان از بیماران گردآوری و با mRNA مورد نظر ترکیب کرد. سپس، می‌توان آن‌ها را دوباره برای بیماران تجویز کرد تا پاسخ ایمنی ایجاد کند.

### درون بدن
از زمان کشف و معرفی mRNA، رونویسی در شرایط (in vitro) که پس از تجویز مستقیم منجر به بیان درون بدن می‌شود، رویکردهای in vivo جذابیت بیشتری پیدا می‌کند. آن‌ها مزایایی نسبت به روشهای ex vivo دارند، به ویژه با جلوگیری از هزینه برداشت و سازگاری با سلول‌های دندریتیک بیماران به واسطهٔ تقلید از عفونت منظم، هنوز هم موانعی برای غلبه بر این اسلوب وجود دارد تا واکسیناسیون RNA یک روش قوی باشد. سازوکارهای تکاملی که از نفوذ مواد هسته‌ای ناشناخته جلوگیری کرده و باعث تخریب توسط RNases می‌شوند، برای آغاز ترجمه باید دورزده شوند. علاوه‌بر این، RNA برای حرکت در درون سلول از راه انتشار بیش از حد سنگین است و باعث می‌شود توسط سلول میزبان کشف و از میان برود.

### تزریق mRNA برهنه
تزریق برهنه به این معنی است که محتویات واکسن به راحتی در یک بافر نگهداری می‌شود. این حالت جذب، از اوایل سال ۲۰۰۰ شناخته شده‌است. نخستین پژوهش‌های بالینی گستردهٔ جهانی (توبینگن، آلمان) از تزریق mRNA برهنه، درون پوست برای واکسیناسیون استفاده کرده‌است.
به‌کارگیری RNA به‌عنوان ابزاری برای واکسن در دهه ۱۹۹۰ به‌صورت mRNA خود تقویت کننده کشف شد. دو دسته اصلی واکسن‌های mRNA غیرتقویت‌کننده (حامل‌های ویروسی مرسوم) و mRNA خودتقویت‌کننده مولکولی (حامل‌های غیر ویروسی) هستند. وقتی mRNA به‌صورت غیرویروسی منتقل می‌شود، وارد سیتوپلاسم سلول شده و می‌تواند پروتئین آنتی ژنیک را تقویت و بیان کند.
همچنین مشخص شده‌است که راه‌های مختلف تزریق، مانند: وارد شدن به پوست، خون یا عضلات منجر به تغییر سطوح مختلف جذب mRNA می‌شود بنابراین انتخاب مسیر اجرایی جنبه اساسی پذیرش است. یک پژوهش، در مقایسه مسیرهای مختلف نشان داد که تزریق غدد لنفاوی منجر به بیشترین پاسخ سلول T می‌شود.
سازوکارها و در نتیجه ارزیابی mRNA خودتقویت‌کننده ممکن است متفاوت باشد، زیرا mRNA خود تقویت کننده با داشتن یک مولکول بسیار بزرگتر، از نظر اندازه تفاوت اساسی دارد.

### وکتور پلی پلکس
پلیمرهای کاتیونی را می‌توان با mRNA مخلوط کرد تا پوشش‌های محافظتی به نام پلی پلکس ایجاد شود. وکترهای پلی پلکس از mRNA نوترکیب دربرابر ریبونوکلئازها محافظت کرده و به نفوذ آن در سلول کمک می‌کنند. پروتامین یک پپتید کاتیونی طبیعی است که برای کپسول کردن mRNA برای واکسیناسیون استفاده شده‌است. (منبع غیر اولیه مورد نیاز است)

### وکتور (حامل) نانوذرات لیپید
در سال ۲۰۱۸ نخستین بار FDA به‌کارگیری نانوذرات لیپید را به‌عنوان دستگاه تحویل دارو تأیید کرد. زمانی که آژانس نخستین داروی siRNA , Onpattro را تصدیق نمود؛ کپسوله سازی مولکول mRNA در نانوذرات لیپیدی یک موفقیت اساسی برای تولید واکسن‌های زنده mRNA محسوب می‌شد که شماری از موانع فنی اصلی را در رساندن مولکول mRNA به سلول میزبان حل می‌کرد. اصولاً، لیپید یک لایه محافظ در برابر تخریب ایجاد می‌کند تا خروجی ترجمهٔ قوی‌تری را فراهم کند. علاوه‌بر این، سفارشی‌سازی لایه بیرونی لیپید اجازه می‌دهد تا از راه فعل و انفعالات لیگاند، انواع سلول‌های موردنظر را هدف قرار دهیم. با این حال، بسیاری از پژوهش‌ها همچنین دشواری پژوهش این گونه انتقال را برجسته کرده و نشان می‌دهد که ازنظر میزان مصرف سلول میان نانوذرات و in vitro موارد ناسازگاری وجود دارد. نانوذرات می‌توانند به بدن تزریق شده و از چندین راه همچون وریدی یا از راه دستگاه لنفاوی منتقل شوند.

### وکتور ویروسی
علاوه بر روش‌های غیر ویروسی تحویلی، ویروس‌های RNA برای دستیابی به پاسخ‌های ایمنی مشابه طراحی شده‌اند. ویروس‌های RNA معمولی که به‌عنوان وکتور استفاده می‌شوند شامل ویروس‌های خونی، ویروس‌ها لنتی، آلفا ویروس‌ها و ویروس‌های ربدو که هر یک از نظر ساختار و عملکرد متفاوت هستند. پژوهش‌های بالینی بر روی دامنه گسترده‌ای از بیماری‌ها در گونه‌های حیوانی همانند موش، مرغ و پستانداران از وکتورهای ویروسی استفاده کرده‌است.

## عوارض جانبی و خطرات
میزان بروز واکنش‌های نامطلوب بدنی پس از به‌کارگیری این گونه واکسن‌ها، مشابه دیگر واکسن‌ها است. افراد مبتلا به خودایمنی، ممکن است نسبت به واکسن‌های RNA واکنش سوء از خود بروز دهند. رشته‌های mRNA موجود در واکسن ممکن است یک واکنش ایمنی ناخواسته ایجاد کند که برای به حداقل رساندن این معضل، توالی‌های mRNA در واکسن‌های mRNA به منظور تقلید از تولید سلول‌های میزبان طراحی شده‌است.
در آزمایش‌های واکسن جدید RNA کووید ۱۹ اثرات واکنش زا قوی اما گذرا گزارش شده‌است. بیشتر افراد عوارض جانبی شدیدی را تجربه نمی‌کنند عوارض جانبی تنها شامل تب و خستگی است. عوارض جانبی شدید به‌عنوان آنچه که فعالیت روزمره را محدود می‌کند تعریف می‌شود.

### کلیات
پیش از سال ۲۰۲۰، هیچ بستر فناوری mRNA (دارو یا واکسن) برای استفاده در انسان مجاز نبوده‌است، بنابراین خطر اثرات ناشناخته وجود دارد. شیوع ویروس کرونا در ۲۰۲۰ به تولید سریعتر واکسن‌های mRNA نیاز داشت و آن‌ها را برای سازمان‌های بهداشت ملی جذاب کرد که منجر به بحث در مورد مجوزهای اولیه واکسن‌های mRNA (از جمله مجوز استفاده اضطراری یا مجوز دسترسی گسترده) پس پایان دورهٔ هشت هفته ای آزمایش‌های انسانی شد.

### ذخیره‌سازی
از آنجا که mRNA شکننده است، واکسن باید در دمای بسیار پایین نگه داشته شود تا از تخریب آن جلوگیری کند بنابراین ایمنی مؤثر کمی به گیرنده می‌دهد. واکسن BNT162b2 mRNAباید میان −۸۰ تا −۶۰ درجه سانتیگراد (−۱۱۲ تا −۷۶ درجه فارنهایت) نگهداری شود. مدرنا می‌گوید واکسن mRNA-1273 آن‌ها می‌تواند میان ۲۵ تا ۱۵ درجه سانتیگراد (۱۳ تا ۵ درجه فارنهایت) ذخیره شود که قابل مقایسه با فریزر خانگی است، و میان ۲ تا ۸ درجه سانتیگراد تا ۳۰ روز پایدار می‌ماند (۳۶ و ۴۶ درجه فارنهایت) در نوامبر ۲۰۲۰، به گزارش نیچر، «گرچه این احتمال وجود دارد که تفاوت در فرمولاسیون LNP یا ساختارهای ثانویه mRNA بتواند باعت اختلاف مقاومت حرارتی [بین مدرنا و بایو ان تک] بشود، اما بسیاری از کارشناسان گمان می‌کنند که هر دو واکسن در نهایت دارای الزامات ذخیره‌سازی مشابه در مخزن‌های حیاتی، تحت شرایط مختلف دمایی هستند».

## مزایا

### واکسن‌های سنتی
واکسن RNA مزایای خاصی نسبت به واکسن‌های پروتئینی سنتی ارائه می‌دهد. از آنجا که واکسن‌های RNA از یک پاتوژن فعال (یا حتی یک پاتوژن غیرفعال شده) ساخته نشده‌اند، غیر عفونی هستند. در مقابل، واکسن‌های سنتی، نیاز به تولید پاتوژن‌ها دارند که اگر در حجم بالا انجام شود، می‌تواند خطرات شیوع ویروس را در تأسیسات تولیدی افزایش دهد. واکسن‌های RNA را می‌توان سریعتر، ارزان‌تر و با استاندارد بیشتر (با نرخ خطای کمتر در تولید) تولید کرد، که می‌تواند حساسیت در برابر شیوع جدی را کاهش دهد.

### واکسن DNA
واکسیناسیون RNA علاوه بر مزایای مشترک با واکسن‌هایی نظری DNA نسبت به واکسن‌های پروتئینی سنتی مزایای دیگری نیز دارد. mRNA در سیتوزول ترجمه می‌شود، بنابراین نیازی به ورود RNA به هسته سلول نیست و از خطر ادغام با ژنوم میزبان جلوگیری می‌شود. نوکلئوزیدهای اصلاح شده (به‌عنوان مثال، سودوریدین‌ها، نوکلئوزیدهای 2'-O-متیله شده) می‌توانند برای مهار تحریک پاسخ ایمنی برای جلوگیری از تخریب فوری و ایجاد اثر پایدارتر از راه افزایش ظرفیت ترجمه، در mRNA قرار گیرند. چهارچوب خواندن باز (ORF) و مناطق ترجمه نشده (UTR) mRNA را می‌توان برای اهداف مختلف بهینه‌سازی کرد (فرایندی که مهندسی توالی mRNA نامیده می‌شود)، به‌عنوان مثال از راه غنی‌سازی محتوای گوانین-سیتوزین یا انتخاب UTRهای خاص شناخته شده، فرایند ترجمه را افزایش می‌دهد.
به علاوه برای تقویت ترجمه آنتی‌ژن و در نتیجه پاسخ ایمنی، می‌توان یک کد اضافی ORF را برای یک سازوکار تکثیر اضافه کرد؛ بنابراین مقدار مواد اولیه موردنیاز کاهش می‌یابد.

## فرهنگ و جامعه
اساس اطلاعات نادرست چشمگیری که در رسانه‌های اجتماعی منتشر شده‌است درمورد به‌کارگیری واکسن‌های دارای RNA که به اشتباه ادعا می‌شود، به‌کارگیری RNA به گونه‌ای DNA فرد را تغییر می‌دهد، یا تأکید بر این‌که پیشینه ایمنی فناوری ناشناخته دارد، در حالی که مجموعه شواهد اخیر از آزمایش‌ها بر روی ده‌ها هزار نفر را نادیده می‌گیرند.
در نوامبر سال ۲۰۲۰، واشینگتن پست در مورد تردید واکسن mRNA جدید در میان متخصصان مراقبت‌های بهداشتی در ایالات متحده گزارش داد، با استناد به نظرسنجی‌ها: «برخی نمی‌خواستند در مرحله اول قرار بگیرند، بنابراین می‌توانند صبر کنند تا ببینند که آیا عوارض جانبی بالقوه وجود دارد یا خیر.»

## کارایی واکسن mRNA برای کووید ۱۹
مشخص نیست که چرا باوجود اینکه که واکسن‌های جدید mRNA کویید ۱۹ مدرنا و پی فایزر_بایو ان تک میزان اثربخشی بالقوه ۹۰ تا ۹۵ درصدی را نشان می‌دهد، آزمایش‌ها ی دارویی mRNA پیشین بر روی عوامل بیماری‌زا به غیر از کووید ۱۹ چندان امیدبخش نبوده که وادار به کنار گذاشتن آن‌ها در مراحل نخست آزمایش‌ها شدند. مارگارت لیو، دانشمند پزشک اظهار داشت که این امر می‌تواند به دلیل "حجم بسیاری از منابع در حال توسعه تولید شده یا واکسن‌ها باعث پاسخ التهابی غیراختصاصی به mRNA شود که می‌تواند پاسخ ایمنی خاص آن را افزایش دهد، با توجه به اینکه روش اصلاح شده نوکلئوزید التهاب را کاهش داده اما التهاب را کاملاً از میان نمی‌برد. " همچنین ممکن است واکنش‌های شدید مانند درد و تب گزارش شده در برخی از دریافت کنندگان واکسن SARS-CoV-2 mRNAرا توضیح دهد ". این واکنش‌ها هرچند شدید اند اما گذرا بوده به عبارت دیگر اعتقاد بر این است که آن‌ها واکنشی به مولکول‌های داروی لیپیدی هستند.
بر خلاف مولکول‌های DNA، مولکول mRNA یک مولکول بسیار شکننده است که در عرض چند دقیقه در یک محیط در معرض تخریب قرار می‌گیرد و بنابراین واکسن‌های mRNA باید در دمای بسیار پایین حمل و انباشت شوند. در بیرون از سلول یا دستگاه انتقال دارو، مولکول mRNA نیز به سرعت توسط میزبان تجزیه می‌شود. این شکنندگی مولکول mRNA مانعی بر اثربخشی هر واکسن mRNA ناشی از تجزیه توده mRNA پیش از ورود به سلول‌ها است؛ که می‌تواند افراد را به باوری سوق دهد که به گونه ای رفتار کنند که گویی از ایمنی برخوردار نیستید.